# Variedad club

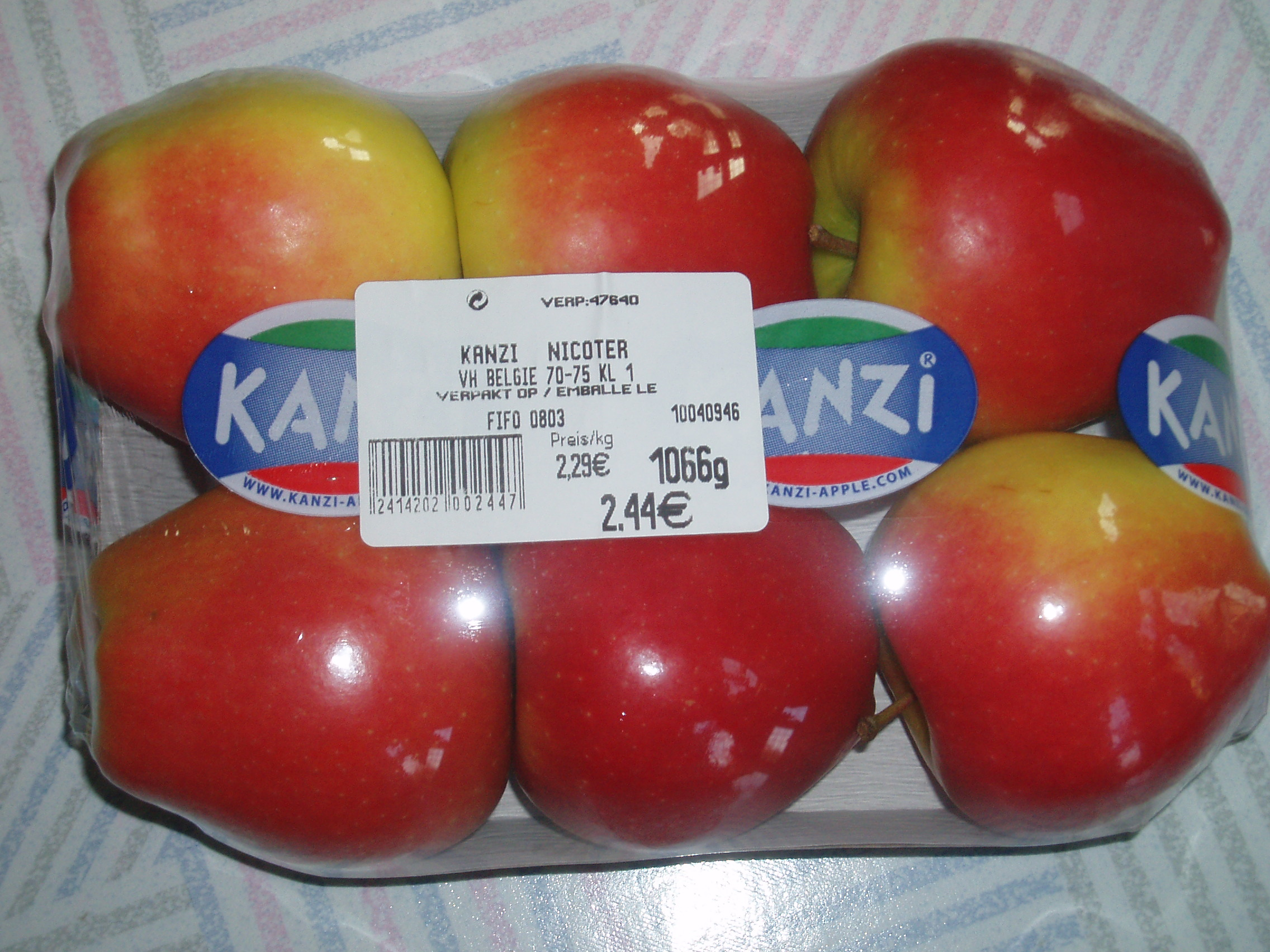
Manzanas de la marca Kanzi.

Una variedad club es un tipo de fruta que está sujeta a un control de calidad central y solo es comercializada por un número limitado de productores (el "club") con sus propias marcas. El nombre de la variedad es diferente del nombre comercial con el que se comercializa la fruta. Si bien la protección de las obtenciones vegetales para las variedades recién obtenidas existe durante 30 años, la marca puede registrarse como una marca comercial y protegerse por un período de tiempo ilimitado.
Las variedades club surgieron a finales del siglo XX y siguen aumentando en la década de 2010. En 2009, se vendieron alrededor de 30 variedades club en todo el mundo. Este desarrollo se está impulsando principalmente desde Europa.

## Concepto
Las variedades club son en su mayoría variedades recién obtenidas, y por lo tanto, están protegidas por la protección de las obtenciones vegetales. Los productores deben concertar licencias con el titular de los derechos. Esto generalmente estipula que una cierta proporción de los ingresos va al titular de los derechos, que utiliza para marketing, entre otras cosas. Los productores deben cumplir ciertas condiciones de cultivo y las frutas deben cumplir ciertos criterios de calidad para poder comercializarse con la marca. Los proveedores esperan un marketing concentrado y precios más altos a través del control de calidad. Las variedades club, sin embargo, impiden el cultivo por parte de otros proveedores o comercializadores directos. Además, los precios más altos de las manzanas de marca a menudo se compensan con los precios más bajos que obtienen los productores por las manzanas sin marca de la variedad.

## Variedades individuales

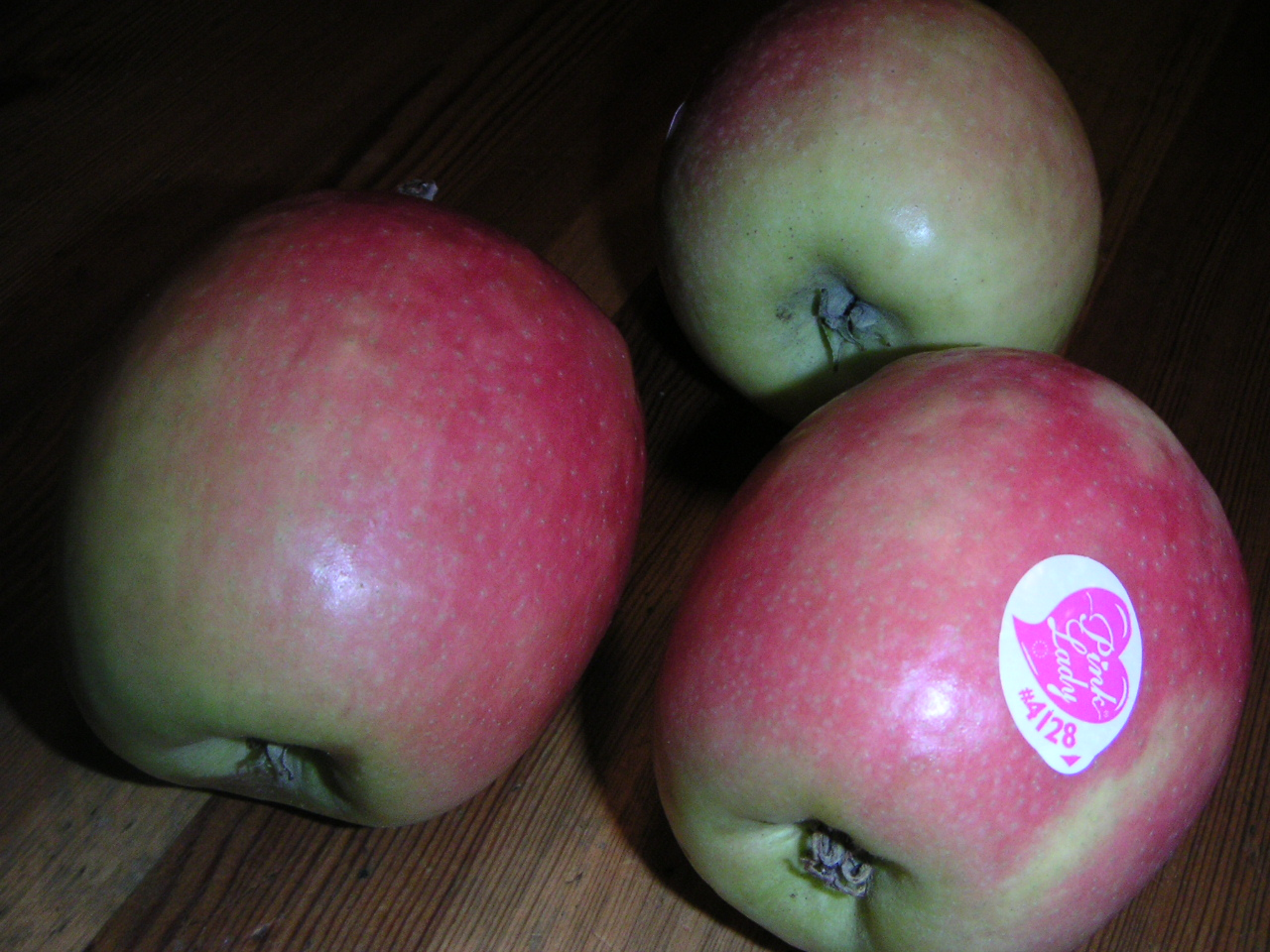
Manzanas de la marca Pink Lady con la característica pegatina

De las frutas que se cultivan como variedades club, las manzanas son las más comunes. Además, la variedad siempre ha jugado un papel importante en las manzanas del mercado. Las variedades de club comunes en Alemania son, por ejemplo, las manzanas Cripps Pink (marca Pink Lady ), Fuji (marca Kiku ), Milwa (marcas Junami , Diwa ), Civni (marca Rubens ), Nicoter (marca Kanzi ), Scifresh (marca comercial). Jazz ) y Ambrosia (solo protección de obtenciones vegetales). La variedad de cereza que actualmente está madurando lo último en cultivo comercial (9ª a 10.ª semana de la cereza ), 13S2009 (marca Staccato ) de Canadá , también es una variedad club. En Alemania solo se cultiva en una pequeña zona de Sajonia-Anhalt.

## Crítica
Mediante el uso de métodos de comercialización modernos, las variedades club están desplazando cada vez más a otras variedades de manzanas en el comercio minorista. Esto puede considerarse problemático, ya que las variedades de manzanas más antiguas suelen ser más saludables y hay evidencia de que causan menos problemas en las personas alérgicas. 
El productor está fuertemente vinculado al licenciante; si abandona el contrato, ya no tiene los derechos para seguir cuidando sus árboles frutales ni para vender la fruta.